# Richard E. Langford
Richard E Langford, amerikansk författare, född 1925. Han skrev tillsammans med Jerry Renninger  boken White Squall: The Last Voyage Of Albatross. Boken beskrev skonaren Albatros sista resa då sex personer miste livet. Författaren var själv med på resan såsom engelsklärare och var en av dem som klarade att ta sig tillbaka hem. Bokens händelser beskrivs i filmen Den vita stormen från 1996, men den filmen grundar sig på en bok av Charles Gieg och Felix Sutton.